# Stenle'Akil
Stenle'Akil är en ort i Mexiko.   Den ligger i kommunen Oxchuc och delstaten Chiapas, i den sydöstra delen av landet, 800 km öster om huvudstaden Mexico City. Stenle'Akil ligger 1 570 meter över havet och antalet invånare är 209.
Terrängen runt Stenle'Akil är lite bergig. Runt Stenle'Akil är det ganska tätbefolkat, med 75 invånare per kvadratkilometer. Närmaste större samhälle är Chanal, 18,1 km söder om Stenle'Akil. I omgivningarna runt Stenle'Akil växer i huvudsak städsegrön lövskog.